# Artur Wilke
Artur Fritz Wilke (* 1. Februar 1910 in Hohensalza (heute Inowrocław, Polen); † 11. Mai 1989 in Peine; Pseudonym: Walter Wilke) 
war ein deutscher SS-Offizier, Mörder und NS-Kriegsverbrecher. Von 1945 bis zu seiner Festnahme im Jahr 1961 lebte er unter der Identität seines gefallenen Bruders Walter Wilke und arbeitete als Dorfschullehrer in Niedersachsen.

## Leben bis 1945
Artur Wilke wurde 1910 in Hohensalza geboren. Er studierte zunächst evangelische Theologie in Erlangen und in Greifswald bei Adolf Schlatter und später Archäologie, beides ohne Abschluss.
Wilke trat 1931 der NSDAP bei und 1932 in die SA ein. Ab dem Wintersemester 1936/1937 studierte er an der Hochschule für Lehrerbildung in Elbing/Westpreußen, heute Elbląg in der polnischen Woiwodschaft Ermland-Masuren. Nach drei Semestern bestand er im Frühjahr 1938 die erste Prüfung für das Lehramt an Volksschulen mit der Note „befriedigend“. Sein Bruder Walter (1913–1943), dessen Identität er später annahm, hatte 1937 bereits die zweite Prüfung für das Lehramt bestanden.
Seit Ende 1938 arbeitete Artur Wilke für den Sicherheitsdienst (SD). Sein Beitritt in die SS erfolgte zum Beginn des Zweiten Weltkriegs am 1. September 1939.
Im November 1940 heiratete Wilke. Aus der Ehe gingen drei Kinder hervor. Nach dem Überfall auf die Sowjetunion im Juni 1941 wurde Wilke nach Minsk/Belarus entsandt. Dort wurde er Leiter einer Anti-Partisanen-Einheit. Hauptsächlich war er für die Ausrottung der Juden in der Region Minsk verantwortlich und leitete SS-Einsätze im Rahmen der Sonderaktion 1005 im Vernichtungslager Maly Trostinez.

## Volksschullehrer unter falscher Identität
Nach Kriegsende tauchte Wilke unter. Er verließ seine Frau, seine drei Kinder und nahm die Identität seines verstorbenen Bruders Walter an. Walter Wilke war im Februar 1943 gefallen. Als Walter Wilke zog er Anfang Oktober 1945 nach Stederdorf, heute ein Stadtteil der Stadt Peine in Niedersachsen, und bewarb sich dort 1947 als Lehrer. Er wurde Volksschullehrer der Dorfschule und heiratete 1948 die Landärztin Ursula Bubbe (1920–1999).
Seine erste Ehefrau starb erst im April 1954 in Rostock an einer Krebserkrankung. Nach dem Tod seiner ersten Ehefrau nahm Wilke seine drei Kinder aus dieser Ehe zu sich nach Stederdorf. Da er vorgab, der Onkel der Kinder zu sein, deren Vater Artur Wilke im Kriege vermisst sei, übertrug ihm das Amtsgericht Peine die Vormundschaft für die Kinder. Darauf gab er sie in den Vereinigten Staaten zur Adoption frei. Der im Jahr 1949 geborene Sohn aus zweiter Ehe starb 1977 durch Suizid.
Im Jahr 1961 wurde Wilke enttarnt und in der Justizvollzugsanstalt St. Georgen bei Bayreuth inhaftiert. Am 15. Oktober 1962 begann vor dem Landgericht Koblenz der sogenannte Heuser-Prozess gegen Georg Heuser, Wilke und neun weitere Angeklagte der Dienststelle des Kommandeurs der Sicherheitspolizei (KdS) in Minsk.
Am 21. Mai 1963 wurde Wilke wegen Beihilfe zum Mord an mindestens 6600 Juden zu 10 Jahren Haft verurteilt. Zur Last gelegt wurde ihm seine Teilnahme an den Massenmorden im Ghetto von Sluzk, bei der Auflösung des Minsker Ghettos und an den Massakern in den Prypjatsümpfen. Über seine Taten führte Wilke ein Tagebuch, das von der Roten Armee im Vernichtungslager Maly Trostinez entdeckt wurde und als Beweismittel im Prozess diente. So notierte er darin Anfang Februar 1943, dass er sich im Ghetto Sluzk an der Ermordung von Ghettoinsassen beteiligt hatte.
Artur Wilke wurde 1968 vorzeitig aus der Haft entlassen, kehrte nach Stederdorf zurück und lebte dort bis zu seinem Tod im Jahr 1989.